# Железная дорога Сорокабана

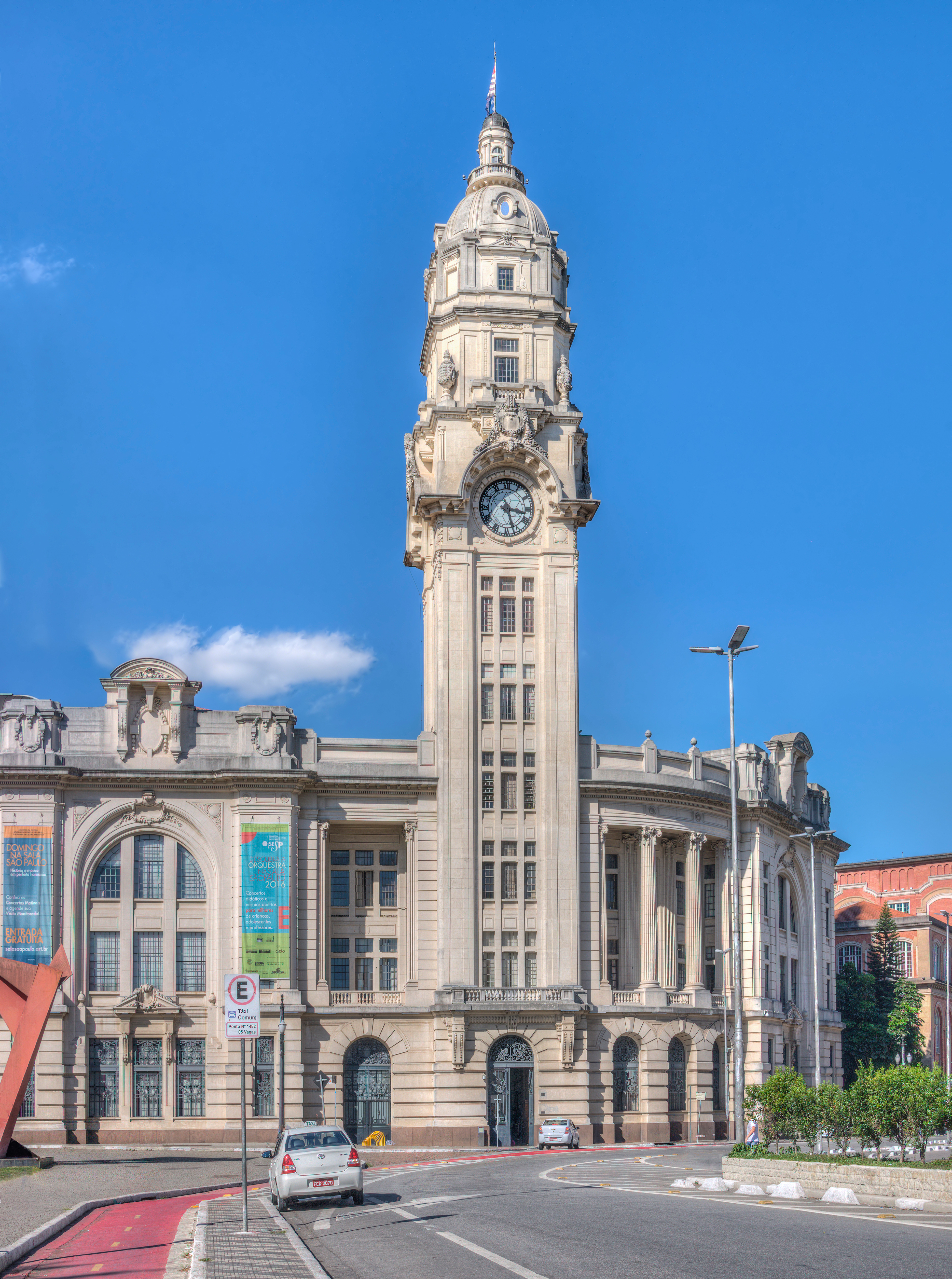
Станция Жулиу-Престис, нулевая отметка железной дороги

Железная дорога Сорокабана (порт. Estrada de Ferro Sorocabana) — бывшая железная дорога в бразильском штате Сан-Паулу и компания, которая руководила ею.
«Компания железной дороги Сорокобана» (Companhia Estrada de Ferro Sorocabana) была основана 2 февраля 1870 предпринимателем австровенгерского происхождения Луизом Матеусом Майласким с капиталом в 1 200 млн реалов, постепенно капитал увеличился до 4 млрд реалов. Первые поезда начали движение по железной дороге 10 июля 1875; тогда железные дороги имели лишь одну линию между городом Сан-Паулу и железнодорожной системой Ипанема, пересекая город Сорокаба.
Сначала дорога была предназначена для перевозки хлопчатника, но затем переключилась на перевозку кофе, главного продукта штата, а её линия были продлена до Ботукату. В 1919 году система была продлена до муниципалитета Президенти-Пруденти, а в 1922 году — до Президенти-Эпитасиу, на берегу реки Парана.
В 20-е годы её старые участки стали обслуживать преимущественно пригородные поезда. Поезда дальнего следования двигались по системе до 1999 года, когда система была передана компании Ferroban. Грузоперевозки по большей части этой системы продолжаются и сейчас.